# Álvaro de Luna (actor)
Álvaro de Luna y Blanco (Madrid, 10 de abril de 1935-Madrid, 2 de noviembre de 2018) fue un actor español. Su interpretación más conocida fue la de El Algarrobo en la serie de TVE Curro Jiménez.

## Biografía
Nació en Madrid el 10 de abril de 1935. Estudió Medicina, pero muy joven empezó a trabajar en el cine, al principio como especialista o doble en escenas de riesgo. Desempeñó esta tarea en varios países, participando en filmes célebres como Espartaco, de Stanley Kubrick (donde hizo escenas de acción doblando a Kirk Douglas y Tony Curtis), y Barrabás, de Richard Fleischer (donde dobló a Anthony Quinn). 
Después de unos cinco años trabajando como doble, debutó como actor con papel propio en la película La máscara de Scaramouche, de Antonio Isasi-Isasmendi (1963). Ese mismo año aparece brevemente en El verdugo, de Luis García Berlanga, y posteriormente en la popular comedia Las que tienen que servir (1967), dentro de un extenso reparto que incluye a Amparo Soler Leal,Concha Velasco,Lina Morgan y Florinda Chico.
Más tarde trabaja en numerosos spaghetti western, como Joe el implacable y Salario para matar, dirigidos por Sergio Corbucci y protagonizados por Burt Reynolds y Franco Nero, respectivamente. Su intensa actividad cinematográfica se ralentiza a partir de la década de 1970.
Por el contrario, su presencia se hace constante en televisión. La gran popularidad le llega con el papel de El Algarrobo, de la serie Curro Jiménez (1976-1978), ambientada en la España ocupada por las tropas napoleónicas. Un año más tarde, protagoniza la adaptación del clásico de Vicente Blasco Ibáñez La barraca. Seguirían a lo largo de los años más de una quincena de producciones para la pequeña pantalla, destacando por su aceptación entre el público la serie Farmacia de Guardia (1992-1995), en la que dio vida al personaje de Carlos Vergara. En el año 2008 fue propuesto como candidato para el premio Goya al mejor actor por su interpretación en la película El prado de las estrellas, del director Mario Camus.
Falleció el 2 de noviembre de 2018 a los 83 años, víctima de un cáncer de hígado, enfermedad que llevaba años padeciendo.

## Filmografía parcial

### Cine
- Objetivo: las estrellas (1963), de Tito Fernández
- La máscara de Scaramouche (1963), de Antonio Isasi-Isasmendi
- Los conquistadores del Pacífico (1963), de José María Elorrieta
- I due gladiatori (1964), de Mario Caiano
- La tulipe noire (1964), de Christian-Jaque
- Antes llega la muerte (1964), de Joaquín Luis Romero Marchent
- Whisky y vodka (1965), de Fernando Palacios
- Minnesota Clay (1965), de Sergio Corbucci
- Aventuras del Oeste (1965), de Joaquín Luis Romero Marchent
- Los cuatreros (1965), de Ramón Torrado
- Desafío en Río Bravo (1965), de Tulio Demicheli
- Estambul 65 (1965), de Antonio Isasi-Isasmendi
- Megatón Ye-Ye (1965), de Jesús Yagüe
- Train d'enfer (1965), de Gilles Grangier
- All'ombra di una colt (1965), de Giovanni Grimaldi
- Kid Rodelo (1966), de Richard Carlson
- Navajo Joe (1966), de Sergio Corbucci
- Rembrandt 7 antwortet nicht... (1966), de Giancarlo Romitelli
- Lola, espejo oscuro (1966), de Fernando Merino
- Amor a la española (1967), de Fernando Merino
- Las que tienen que servir (1967), de José María Forqué
- Pierna creciente, falda menguante (1970), de Javier Aguirre Fernández
- Los días de Cabirio (1971), de Fernando Merino
- Préstame quince días (1971), de Fernando Merino
- Si Fulano fuese Mengano (1971), de Mariano Ozores
- Soltero y padre en la vida (1972), de Javier Aguirre Fernández
- Los novios de mi mujer (1972), de Tito Fernández.
- Venta por pisos (1972), de Mariano Ozores
- El gran amor del conde Drácula (1974), de Javier Aguirre Fernández
- El mejor regalo (1975), de Javier Aguirre Fernández
- Celedonio y yo somos así (1977), de Mariano Ozores
- Donde hay patrón... (1978), de Mariano Ozores
- El cabezota (1982), de Francisco Lara Polop; basada en el libro de Fausto Tozzi (Milán, 1980)
- En septiembre (1982), de Jaime de Armiñán
- La guerra de los locos (1986), de Manolo Matji
- Luna de lobos (1987), de Julio Sánchez Valdés; basada en la novela homónima de Julio Llamazares
- Pesadilla para un rico (1996), de Fernando Fernán Gómez
- Mambí (1998), de Santiago Ríos y Teodoro Ríos
- Silencio roto (2000), de Moncho Armendáriz
- La soledad era esto (2001), de Sergio Renán
- Lázaro de Tormes (2001), de Fernando Fernán Gómez
- El viaje de Carol (2002), de Imanol Uribe
- La marcha verde (2002), de José Luis García Sánchez
- Las voces de la noche (2004), de Salvador García Ruiz
- Enloquecidas (2006), de Juan Luis Iborra
- Teresa: el cuerpo de Cristo (2006), de Ray Loriga
- ¿Y tú quién eres? (2007), de Antonio Mercero
- El prado de las estrellas (2007), de Mario Camus
- Misericordiam Tuam (2008), de Juanra Fernández
- Miau (2018), de Ignacio Estaregui

### Televisión
- Sé quién eres (2017)
- Olmos y Robles 
  - En tumba cerrada no entran moscas  (2015)
- Luna, el misterio de Calenda (2013)
- Águila Roja (2012)
- Marco (2011-2012)
- Gran Reserva (2011)
- Tres días de abril (2010)
- La última guardia (2010)
- Hospital Central 
  - La vida hay que vivirla (2008)
  - La puerta está abierta (2008)
  - Toda una vida (2008)
- Herederos (2007-2008)
- Marqués Mendigo (2007)
- Calles de fuego (2006)
- Las cerezas del cementerio (2005)
- Señor Alcalde (1998)
- Menudo es mi padre
  - El hombre del traje gris (1997)
- Carmen y familia (1996)
- Todos a bordo (1995)
- Curro Jiménez: El regreso de una leyenda (1995)
- Farmacia de guardia (1992-1994)
- Me alquilo para soñar (1992)
- Eurocops
  - La sfida (1992)
  - Callejón sin salida (1991)
  - El destino del inspector Durán (1990)
  - Cuellos blancos (1990)
  - Sólo tienes que mover un dedo (1989)
- El mundo de Juan Lobón
  - Episodio 1 (1989)
- Vísperas (1987)[4]
- Régimen abierto (1986)
- Pepe Carvalho 
  - La curva de la muerte (1986)
- Página de sucesos 
  - Parejas rotas (1985)
- Cuentos imposibles (1984)
- El edén (1984)
- La máscara negra (1982)
- La barraca (1979)
- Estudio 1
  - El farsante de Occidente (1979)
  - Prohibido en otoño (1975)
  - Sigfrido (1973)
  - La malcasada (1973)
  - Viva lo imposible (1973)
  - Vamos a contar mentiras (1972)
  - La venganza de Don Mendo (1972)
  - Otelo (1972)  
  - El sueño de una noche de verano (1971)
  - Marea baja (1971)
  - El burgués gentilhombre (1970)
  - Las flores de Aragón (1970)
  - El mejor mozo de España (1970)
  - Esta noche tampoco (1970)
  - El acorazado Valiant (1969)
  - Las ratas (1969)
  - Miedo al hombre (1968)
  - Bonaparte quiere vivir tranquilo (1968)
  - La rueda (1967)
  - Corona de amor y muerte (1967)
  - Nocturno (1967)
  - Léocadia (1967)
  - Todos eran mis hijos (1967)
  - Los árboles mueren de pie (1966)
  - 50 años de felicidad (1966)
  - Oriente 66 (1966)
  - La dama del alba (1965)
- Curro Jiménez (1976-1978)
- Teatro estudio
  - Las flores de Aragón
- Mujeres insólitas
  - Ana de Mendoza, princesa de Eboli (1977)
- Cuentos y leyendas
  - La inocencia castigada (1975)
  - Don Yllán, el mágico de Toledo (1975)
  - Caballo de pica (1974)
- Este señor de negro
  - Los oportunos trámites (1975)
- El teatro  
  - El castillo (1975)
- Noche de teatro  
  - El puente de Waterloo (1974)
  - Dulce pájaro de juventud (1974)
- Novela
  - La gaviota (1974)
  - La actriz (1973)
  - La feria de las vanidades (1973)
  - El espía (1972)
  - Coro de ángeles (1971)
  - La pequeña Dorrit (1971)
  - La vergonzosa ternura (1968)
  - El Vicario de Wakefield (1966)
  - Francisco de Quevedo (1966)
  - Lilí (1966)
  - El cerco (1966)
  - Resurrección (1966)
  - El Testamento (1966)
  - Las aventuras de Tom Sawyer (1966)
  - El regreso (1965)
  - Antes del Amanecer (1964)
- La cometa naranja 
  - El maletín del diablo (1974)
  - El hombre que perdió su sombra (1974)
- Los libros 
  - Cuentos de Giovanni Bocaccio (1974)
  - La fontana de oro (1974)
  - Ida y vuelta por el mismo camino (1974)
- Si yo fuera rico 
  - Si yo fuera guionista de cine (1973)
- Historias de Juan Español 
  - Juan Español y los machistas (1973)
  - Juan Español, tímido (1972)
- Animales racionales 
  - Guardias y ladrones (1973)
- Ficciones 
  - El asesinato de Mr. Higginbotham (1973)
- Erase que se era 
  - Los supergrifos (1972)
- Pequeño estudio  
  - El golpe (1972)
  - Ivanóvich y Semenóvich (1969)
- Hora once 
  - Los viajes de Claudio Belissan (1972)
  - Una historia de socios y de novias (1972)
  - La muerte de Iván Ilich (1970)
  - Los disecados (1970)
- Aventuras y desventuras de Mateo 
  - El moscón (1972)  Alfonso
- Visto para sentencia 
  - Celos (1971)
  - Chantaje (1971)
- Teatro breve
  - El prestamista de tiempo (1971)
- Teatro de siempre 
  - La zorra y las uvas (1970)
  - Don Álvaro o la fuerza del sino (1967)
  - Entremeses (1967)
- La risa española
  - El puesto de antiquités de Baldomero Pagés (1969)
  - El verdugo de Sevilla (1969)
- Cristóbal Colón  (1968)
- Historias naturales 
  - Peces en la carretera (1968)
- La pequeña comedia
  - El ensayo (1968)
- Las 12 caras de Juan 
  - Leo (1967)
- Historias para no dormir 
  - El cuervo (1967)
- ¿Es usted el asesino?  (1967)
- Historia de la frivolidad  (1967)
- El tercer rombo
  - Tregua en las avanzadillas (1966)
- Dos en la ciudad
  - Venta por pisos (1965)
- Primera fila 
  - Una tal Dulcinea (1965)
  - La vida en un bloc (1965)
- Teatro de humor
  - El verdugo de Sevilla (1965)
  - La Pluma Verde (1965)  El Obispo
- Pobre Diablo 
  - Guantes De Oro (1965)
- Confidencias
  - ¿Por qué? (1965)
  - Las cosas sencillas (1964)
- La noche al hablar
  - En la boca del león (1964)
- Rosi y los demás
  - El caso de la monjita atrevida (1963)